# Kerbera
Kerbera (lat. Cerbera), maleni biljni rod iz porodice Zimzelenovki (Apocynaceae kojemu pripada 6 vrsta vazdazelenog grmlja i drveća raširenih po jugoistočnoj Aziji, Australiji, Oceaniji, Sejšelima i Madagaskaru.
Vrste ovoga roda su otrovne, a pripada joj i vrsta samoubilačko drvo (Cerbera odollam), jedna je od pet najotrovnijih biljaka na svijetu, a društvo joj u tome prave i ricinus (Ricinus communis), oleander ili oleandar (Nerium oleander), rakovo oko (Abrus precatorius) i kukuta (Conium).
Neke od ovih biljaka sadrže snažan srčani otrov Cerberin, za kojega je ustanovljeno da je uzročnik polovice trovanja u indijskoj državi Kerala.

## Vrste
1. Cerbera dumicola P.I.Forst.
2. Cerbera floribunda K.Schum.
3. Cerbera inflata S.T.Blake
4. Cerbera laeta Leeuwenb.
5. Cerbera manghas L.
6. Cerbera odollam Gaertn.